# Poecilasthena ondinata
Poecilasthena ondinata là một loài bướm đêm trong họ Geometridae.